# 잉바르 칼손
예스타 잉바르 칼손(Gösta Ingvar Carlsson, 1934년 11월 9일 ~)는 스웨덴의 정치인으로, 1986년부터 1991년까지, 1994년부터 1996년까지 스웨덴의 총리를 지냈으며, 1986년부터 1996년까지 스웨덴 사회민주노동자당의 지도자로 있었다.
칼손은 1934년, 베스트라 예탈란드 주 (Västra Götaland County, 그 때는 올브스보리 주 (Älvsborg County))의 보로스 (Borås)에서 태어났다. 미국 일리노이주의 노스웨스턴 대학교에서 유학한 후, 1965년 스웨덴 의회(Riksdag, 리크스다그)의 의원에 당선되었다. 같은 해에는 스웨덴 사회민주청년단 (Sveriges Socialdemokratiska Ungdomsförbund)의 지도자가 되었다.
1969-1973년 교육장관, 1973년-1976년 주택장관, 1982년-1986년 부총리를 지냈으며, 1986년 올로프 팔메 총리의 암살 후, 스웨덴 사회민주노동자당의 당수 및 총리가 되었다. 1991년 총선거에서 크게 패해 총사직하고, 부르주아지 4당 연합에 정권을 양도하였다. 1994년 총선거에서는 크게 승리해 다시 총리가 되었으며, 1996년 당수 및 총리 직을 예란 페르손에게 계승하였다.